# Janusz Koryl
Janusz Koryl (ur. 4 listopada 1962 roku w Rzeszowie) – polski prozaik i poeta.

## Życiorys
Od 1978 mieszka w Rzeszowie. W 1985 ukończył filologię polską w Wyższej Szkole Pedagogicznej w Rzeszowie i przez 10 lat pracował jako polonista w II Liceum Ogólnokształcącym w Rzeszowie. Później zajmował się dziennikarstwem. W rzeszowskim Oddziale Telewizji Polskiej realizował dwa autorskie programy: „Telewizjer Literacki” i „Ulice Rzeszowa”. Pisywał reportaże i przeprowadzał wywiady dla „Super Nowości” i „Wiadomości Podkarpackich”. Od 2001 do 2003 pełnił funkcję rzecznika prasowego wojewody podkarpackiego. Obecnie pracuje jako urzędnik w Podkarpackim Urzędzie Wojewódzkim w Rzeszowie.
Jako poeta debiutował w roku 1985 zbiorem wierszy „Uśmierzanie źródeł”. Później publikował następne tomy poezji, m.in. „Dyktando”, „Mieszkam w sercu ptaka”, „Klęski”, „Daleko i blisko”, „Kłopoty z nicością”, „Do czego służy niebo”, „Siatka na motyle”, „Spacer po linie”, "Dzwonek na przerwę", "Porachunki", "30 przedmiotów niecodziennego użytku", "Wypożyczalnia latających dywanów". Jest autorem tomu reportaży „Obłoki za kratami”, jak również powieści: "Zegary idą do nieba", „Śmierć nosorożca”, "Ceremonia", "Urojenie", "Układ", "Pióro anioła", "Ballada o zegarze z ratuszowej wieży" oraz zbioru opowiadań "Sprzedawca obłoków". Swoje utwory publikował na łamach wielu pism literackich, m.in. „Twórczości”, „Miesięcznika Literackiego”, „Poezji”, „Życia Literackiego”, „Regionów”, „Akcentu”, „Tygodnika Kulturalnego”, „Metafory”, „Frazy”, „Nowej Okolicy Poetów”. Jako recenzent i krytyk literacki współpracował m.in. z „Nowymi Książkami”, „Życiem Literackim”, „Odrą”, „Polonistyką”, „Twórczością”, „Okolicami”.
W 2019 roku ukazała się płyta zespołu Buen Camino "Niepewność" z piosenkami do wierszy Janusza Koryla pochodzących ze zbioru "Do czego służy niebo". 
W literaturze najbardziej ceni rzetelność, odkrywczość i umiejętność interesującej narracji. Za swoje pisarskie motto uważa opinię Gabriela Garcii Márqueza: „Każda dobra powieść powinna być poetyckim przetworzeniem rzeczywistości”.

## Nagrody i wyróżnienia
- W 1983 roku otrzymał I nagrodę w Ogólnopolskim Konkursie „O Laur «Prometeja»” w Rzeszowie[3].
- W 1994 roku otrzymał nagrodę główną w ogólnopolskim Konkursie Poetyckim o nagrodę „Czerwonej Róży” edycja XXXV[4].
- W 1996 roku był laureatem ogólnopolskiego Konkursu Poetyckiego imienia Jana Krzewniaka edycja VII[5].
- W 2003 roku otrzymał nagrodę II stopnia Miasta Rzeszowa za 2002 rok za twórczość poetycką[6].
- W 2005 roku otrzymał I nagrodę w XVII edycji Konkursu Poetyckiego imienia Władysława Broniewskiego „O Liść Dębu” w Płocku.
- W 2005 roku otrzymał I nagrodę w Konkursie „O Laur Sarbiewskiego” w Płońsku.
- W 2005 roku otrzymał II nagrodę w III Konkursie Poetyckim im. Jana Kulki[7]
- W 2006 roku zdobył II nagrodę w Wielkim Konkursie Literackim „Kolory życia” na powieść współczesną zorganizowanym przez miesięcznik „Claudia” i Wydawnictwo Prószyński i S-ka.
- W 2008 roku w XXXII Ogólnopolskim Konkursie Poetyckim im. Haliny Poświatowskiej zdobył I nagrodę ufundowaną przez Prezydenta Miasta Częstochowy[8].
- W 2009 roku w IV Ogólnopolskim Konkursie Literackim o „Pióro Reymonta” organizowanym w Kobielach Wielkich zdobył nagrodę główną i „Pióro Reymonta” za opowiadanie pt. „Wesele Łazarza”[9].
- W 2011 roku zdobył I nagrodę w XL Ogólnopolskim Konkursie Poetyckim im. Tadeusza Staicha w Zakopanem w kategorii wierszy pisanych językiem literackim[10].